# ناحیه‌های بلوچستان (پاکستان)
ناحیه‌های بلوچستان (انگلیسی: Districts of Balochistan) تقسیمات اداری ایالت بلوچستان پاکستان هستند. مرکز این ایالت کویته است. ایالت بلوچستان ۳۲ ناحیه دارد.

## فهرست ناحیه‌ها
|      | #                    | ناحیه              | مرکز            | مساحت (km²) | جمعیت (۱۹۹۸) | چگالی جمعیت (نفر/km²) |
|      | ۱                    | شهرستان آواران     | آواران، پاکستان | ۱۲٬۵۱۰      | ۱۱۸٬۱۷۳      | ۴                     |
| ۲    | ناحیه بارکهان        | بارخان             | ۳٬۵۱۴           | ۱۰۳٬۵۴۵     | ۲۹           |                       |
| ۳    | ناحیه کچهی (بولان)   | دهادر              | ۷٬۴۹۹           | ۲۸۸٬۰۵۶     | ۳۸           |                       |
| ۴    | شهرستان چاغی         | چاغی، پاکستان      | 44,748          | ۳۰۰٬۰۰۰     | ۷            |                       |
| ۵    | ناحیه دیره بگتی      | ناحیه دیره بگتی    | ۱۰٬۱۶۰          | ۱۸۱٬۳۱۰     | ۱۸           |                       |
| ۶    | ناحیه گوادر          | گوادر              | ۱۲٬۶۳۷          | ۱۸۵٬۴۹۸     | ۱۵           |                       |
| ۷    | ناحیه هرنای          | هرنائی             | ۴٬۰۹۶           | ۱۴۰٬۰۰۰     | ۱۹           |                       |
| ۸    | ناحیه جعفرآباد       | دیره الله‌یار       | ۲٬۴۴۵           | ۴۳۲٬۸۱۷     | ۱۷۷          |                       |
| ۹    | ناحیه جهل مگسی       | جهل مگسی           | ۳٬۶۱۵           | ۱۰۹٬۹۴۱     | ۳۰           |                       |
| ۱۰   | ناحیه کلات           | کلات، پاکستان      | ۶٬۶۲۲           | ۲۳۷٬۸۳۴     | ۳۶           |                       |
| ۱۱   | ناحیه کیچ (تربت)     | تربت، پاکستان      | ۲۲٬۵۳۹          | ۴۱۳٬۲۰۴     | ۱۸           |                       |
| ۱۲   | ناحیه خاران          | خاران              | ۸۹۵۸            | ۱۳۲٬۵۰۰     | ۴            |                       |
| ۱۳   | ناحیه کهلو           | کهلو               | ۷٬۶۱۰           | ۹۹٬۸۴۶      | ۱۳           |                       |
| ۱۴   | شهرستان خضدار        | خضدار، پاکستان     | ۳۵٬۳۸۰          | ۴۱۷٬۴۶۶     | ۱۲           |                       |
| ۱۵   | ناحیه قلعه عبدالله   | چمن، پاکستان       | ۳٬۲۹۳           | ۳۷۰٬۲۶۹     | ۱۱۲          |                       |
| ۱۶   | ناحیه قلعه سیف‌الله   | Killa Saifullah    | ۶٬۸۳۱           | ۱۹۳٬۵۵۳     | ۲۸           |                       |
| ۱۷   | ناحیه لسبیله         | اوتهل              | ۱۵٬۱۵۳          | ۳۱۲٬۶۹۵     | ۲۱           |                       |
| ۱۸   | ناحیه لورالائی       | لورالائی           | ۹٬۸۳۰           | ۲۹۵٬۵۵۵     | ۳۰           |                       |
| ۱۹   | ناحیه مستونگ         | موستنگ، پاکستان    | ۵٬۸۹۶           | ۱۷۹٬۷۸۴     | ۳۰           |                       |
| ۲۰   | ناحیه موسی خیل       | موسی خیل (پاکستان) | ۵٬۷۲۸           | ۱۳۴٬۰۵۶     | ۲۳           |                       |
| ۲۱   | ناحیه نصیرآباد       | دیره مراد جمالی    | ۳٬۳۸۷           | ۲۴۵٬۸۹۴     | ۷۳           |                       |
| ۲۲   | ناحیه نوشکی          | نوشکی              | ۵٬۷۹۷           | ۱۳۷٬۵۰۰     | ۲۳           |                       |
| ۲۳   | ناحیه پنج‌گور         | پنجگور             | ۱۶٬۸۹۱          | ۲۳۴٬۰۵۱     | ۱۴           |                       |
| ۲۴   | ناحیه پیشین          | پیشین، پاکستان     | ۷٬۸۱۹           | ۳۶۷٬۱۸۳     | ۴۷           |                       |
| ۲۵   | ناحیه کوئته          | کویته              | ۲٬۶۵۳           | ۷۴۴٬۸۰۲     | ۲۸۱          |                       |
| ۲۶   | ناحیه شیرانی         | Sherani            |                 |             |              |                       |
| ۲۷   | ناحیه سبی            | سبی                | ۷٬۷۹۶           | ۱۸۰٬۳۹۸     | ۲۳           |                       |
| ۲۸   | ناحیه واشک           | Washuk             | ۲۹٬۵۱۰          | ۱۱۸٬۱۷۱     | ۴٫۰          |                       |
| ۲۹   | ناحیه ژوب            | ژوب                | ۲۰٬۲۹۷          | ۲۷۵٬۱۴۲     | ۱۴           |                       |
| ۳۰   | ناحیه زیارت          | زیارت، پاکستان     | ۱٬۴۸۹           | ۳۳٬۳۴۰      | ۲۲           |                       |
| (۳۱) | ناحیه لهری           | Lehri              | ۹٬۸۳۰           | ۲۹۵٬۵۵۵     | ۳۰           |                       |
| (۳۲) | ناحیه صحبت‌پور        | Sohbatpur          | ۷٬۷۹۶           | ۱۸۰٬۳۹۸     | ۲۳           |                       |
| (۳۳) | ناحیه دوکی           | Duki               |                 |             |              |                       |
| (۳۴) | ناحیه شهید سکندرآباد | سوراب، پاکستان     |                 |             |              |                       |